# Barney Gumble
Barnard Arnold Gumble je fiktivní postava z amerického animovaného seriálu Simpsonovi.
Barney je městský opilec ve Springfieldu a jeden z přátel Homera Simpsona. Jeho hlasité říhání a zoufalá touha po alkoholu slouží v seriálu jako častý zdroj humoru, ačkoli Barney v epizodě 11. řady Čas vína a bědování vystřízlivěl. Barney byl inspirován kreslenou postavičkou Barneyho Rubblea ze seriálu Flintstoneovi a několika štamgasty z jiných televizních pořadů.
Od roku 2009 lze Barneyho vidět v úvodních titulcích seriálu Simpsonovi, jak omdlévá pod hromadou listí (ale stále drží svou milovanou láhev piva Duff) a jak ho probudí Bart Simpson, jenž mu na skateboardu přejede přes břicho, což způsobí jeho charakteristické říhnutí.

## Role vSimpsonových
Barneyho otec, Arnie Gumble, byl veteránem druhé světové války, který zemřel v roce 1979 při nehodě na přehlídkovém plováku. O jeho matce je známo jen málo, nicméně žije v Norsku a sloužila v námořnictvu Spojených států, včetně služby na ponorce. Je vidět v epizodě 9. řady Homer slouží vlasti. Ve Speciálním čarodějnickém dílu 18. řady Barney prohlásil, že je Polák poté, co v opilosti omylem řekl, že je Ir. V epizodě Jak jsem se přestal bát tvrdí, že několik let studoval tanec, včetně moderního a stepu.
Ve dvou epizodách jsou uvedeny různé důvody jeho alkoholismu. Pan Pluhař naznačuje, že Barney byl oddaný student, který se těšil na zářnou budoucnost. Měl v úmyslu jít na Harvardovu univerzitu, dokud ho Homerův vrstevník den před přijímacími zkouškami nedonutil pít pivo. Díl 16. řady Kamarádky na život a na smrt připisuje jeho pití jeho středoškolské přítelkyni Chloe Talbotové, která odešla ze Springfieldu za novinářskou kariérou.
V epizodě Homerovo pěvecké kvarteto Barney založil s Homerem, Apuem Nahasapímapetilonem a Seymourem Skinnerem pěvecké kvarteto s názvem Be Sharps. Barney byl požádán o členství, když ho ostatní členové slyšeli zpívat krásným tenorovým hlasem na toaletách Vočkovy hospody, a nahradil tak původního čtvrtého člena skupiny, náčelníka Wigguma, který byl vyhozen. V roce 1986 získali Be Sharps cenu Grammy za vynikající soulové, mluvené nebo barbershopové album roku. Brzy se objevily tvůrčí spory a Barney skupinu opustil se vším všudy, když začal chodit s japonskou konceptuální umělkyní. Skupina si uvědomila, že už není populární, a rozpadla se.
Barneyho zachránil z dehtové jámy Bartův domácí mazlíček slon Stampy v dílu Bart dostane slona a Barney také založil firmu na odklízení sněhu, která konkurovala Homerovi v epizodě Pan Pluhař. Barneyho reklama očerňovala Homera, čímž Homer přišel o zákazníky. Jako pomstu Homer oklamal Barneyho, aby pluhoval příjezdovou cestu na Widow's Peak, zrádné hoře kousek od Springfieldu. Když Homer uviděl ve zprávách reportáž, že Barney uvízl v lavině, okamžitě se vydal na horu a Barneyho zachránil. Přátelé vyřešili své neshody a dohodli se na spolupráci. Přesně v tu chvíli však Springfield zasáhla vlna veder, která je oba vyřadila z provozu. V epizodách Bratříčku, kde jsi? a Zázrak na Evergreen Terrace je však ukázáno, že Barney stále řídí svůj náklaďák Plow King.
Poté, co byl Barney nucen strávit střízlivý večer ve Vočkově hospodě a sloužit jako určený řidič, opustil město v autě Homera Simpsona, aby mimo jiné přednesl hostující přednášku na Villanově univerzitě (i když, jak sám přiznává, k hostující přednášce mohlo dojít nejspíš jen na rohu ulice). Gag v dílu Selmina volba naznačuje, že Barney je otcem mnoha místních dětí narozených díky (pravděpodobně placenému) darování spermatu a následnému umělému oplodnění.
Barney natočil dokumentární film o svém životě alkoholika s názvem Pukahontas. Na filmovém festivalu ve Springfieldu získal hlavní cenu. Po vítězství na festivalu byl připraven přestat pít, ale bohužel cenou, kterou obdržel, byla doživotní zásoba piva Duff. V dílu Hrdinný kosmonaut Homer se Barney vycvičil na astronauta pro NASA. Pod jejich zákazem konzumace alkoholu rychle získal zpět svou rovnováhu a dikci a byl zcela vhodně vybrán k letu s Buzzem Aldrinem. Nicméně se vrátil ke svým starým způsobům, když mu byla předložena láhev nealkoholického šampaňského. Barney sloužil v záloze námořnictva Spojených států jako ponorkář na ponorce USS Jebediah, po boku své matky, a to v epizodě Homer slouží vlasti.
V dílu Čas vína a bědování se Barney po zhlédnutí videa svých opileckých výstupů na narozeninové oslavě rozhodne vystřízlivět. Navštěvuje setkání Anonymních alkoholiků, upravuje svůj zevnějšek a navštěvuje lekce létání s vrtulníkem. Ve 14. řadě v dílu Speluji, jak nejrychleji dovedu vyjde ovšem najevo, že se znovu vrátil k alkoholu.

## Postava

### Vytvoření
Barney byl inspirován Barneym Rubblem, nejlepším přítelem a sousedem Freda Flintstonea z animovaného seriálu Flintstoneovi. Autoři původně chtěli, aby byl postavou pomocníka a souseda Homera Simpsona, ale místo toho se z něj rozhodli udělat alkoholika, ačkoli byl stále Homerovým nejlepším přítelem. Místo toho se sousedem měl stát Ned Flanders. „Barney byl vzat jako standardní sitcomová vedlejší postava za účelem udělat ho co nejubožejšího,“ uvedl Matt Groening, tvůrce Simpsonových. Další inspirací byl pro scenáristy Bláznivý Guggenheim, postava, kterou hrál komik Frank Fontaine v seriálu The Jackie Gleason Show. Podle Groeninga byl částečným důvodem, proč se scenáristé vydali tímto směrem, „jakési nevyslovené pravidlo o tom, že v televizi se nesmí pít jako zdroj komiky. Takže jsme na to samozřejmě hned přistoupili.“ Scenáristé také vytvořili postavu podle Norma Petersona (George Wendt), postavy ze sitcomu Na zdraví.
V některých prvních epizodách 1. řady měl Barney žluté vlasy. Později při natáčení této řady je producenti nechali změnit na hnědé, protože se jim zdálo, že jeho vlasy vypadají stejně jako jeho pleť; během uměleckého sjezdu seriálu navíc Groening prohlásil, že chtěl, aby žluté vlasy měli pouze Simpsonovi. Režisér animace Rich Moore vymodeloval Barneyho byt podle společného bytu, který měl on a několik dalších animátorů, kteří na seriálu pracovali, zejména plakát Farrah Fawcettové a stolek s cívkami kabelů. Scenáristé původně zamýšleli, že postava bude majitelem Barneyho kuželkárny, avšak poté, co z něj udělali „ubožáka“, už ho nemohli považovat za majitele podniku a o několik řad později v díle A s Maggie jsou tři bylo vysvětleno, že uličku vlastní jeho strýc Al a pojmenoval ji po něm.

### Hlas
Barneyho Gumblea v původním znění namlouvá Dan Castellaneta. Na začátku seriálu Castellaneta zjistil, že pro něj není snadné udělat Barneyho charakteristické říhnutí pokaždé, když to scénář vyžaduje, a tak si určil své nejlepší říhnutí a řekl producentům, aby se stalo standardem; toto říhnutí se objevuje také v epizodě The Pitts. Castellaneta namluvil Barneyho pokaždé, když se v seriálu objevil, s výjimkou dílu Homerovo pěvecké kvarteto, v níž část Barneyho zpěvu obstaral člen skupiny The Dapper Dans, který nahrál repliky pro všechny čtyři členy Be Sharps. Jejich nahrávky se prolínaly s nahrávkami herců, často melodii zpíval jeden z dabérů a Dapper Dans mu sekundovali.
V českém znění daboval do 24. řady Barneyho Gumblea Miroslav Saic, který byl ve 24. řadě nahrazen Bohdanem Tůmou.

### Střízlivost
Castellaneta přišel s nápadem Barneyho vystřízlivění už na začátku seriálu. Scénář napsal společně se svou ženou Deb Lacustovou. Svůj scénář nabídli showrunnerovi Alu Jeanovi. Jeanovi se příběh líbil, ale měl pocit, že je příliš podobný scénáři, na kterém už scenáristé pracovali, Homer na suchu, a tak ho odmítl. Castellaneta a Lacustová počkali několik let a nabídli svůj scénář, který aktualizovali, tehdejšímu showrunnerovi seriálu Mikeu Scullymu, kterému se líbil a nechal je udělat několik změn. Z jejich scénáře se stala epizoda 11. řady Čas vína a bědování, která se poprvé vysílala 9. dubna 2000. Epizodu režíroval Neil Affleck, jenž uvedl, že měl „zájem na tom, aby Barney vystřízlivěl“. Někteří členové scenáristického týmu však byli proti této epizodě, protože se domnívali, že Barney střízlivý nebude vtipný. Castellaneta to komentoval slovy: „Je to pořád praštěné mužské dítě, stále mu v žilách koluje patnáct let chlastu.“.
Po dlouhé diskuzi o tom, jak by měla epizoda skončit, se scenáristé rozhodli, že nechtějí, aby se Barney na konci epizody vrátil k opilosti. Barney zůstal střízlivý po několik řad. Animátoři upravili vzhled postavy, mimo jiné mu narovnali vlasy, aby naznačili jeho střízlivost. Castellaneta změnil hlas postavy tak, že již nemluvil nesrozumitelně. Barney byl stále vídán v hospodě U Vočka, ale pil pouze latté. Novou závislost postavy na kávě navrhl scenárista a producent David Mirkin, jenž má přátele, kteří přestali pít alkohol a stali se závislými na kávě. Barney se tak stal rovněž závislým na kávě.

## Recepce
Server Filmcritic.com zařadil Barneyho na 18. místo svého seznamu 21 nejlepších filmových alkoholiků všech dob z roku 2008. Při uznání postavy za její účinkování v Simpsonových ve filmu ho Filmcritic označil za „nejúžasněji vtipného městského opilce v popkultuře“. IGN zařadilo Barneyho v roce 2006 na páté místo svého seznamu 25 nejlepších periferních postav Simpsonových a uvedlo, že „byl spolehlivým zdrojem humoru díky mnoha svým opileckým výstupům, včetně říhání. (…) Občas vystřízlivěl. (…) Ale přiznejme si, že v zájmu komedie je Simpsonovým lépe s opilým Barneym hláškujícím U Vočka.“ Autor knihy Planet Simpson Chris Turner napsal: „Udělat (Barneyho) střízlivého spadá do pasti všech věcí, které Simpsonovi satirizují, všech těch jednoduchých sitcomových příběhů, kde je všechno zabaleno do půl hodiny a všichni se nakonec poučí.“.
Britský deník The Guardian uvedl, že Barney „by měl být oslavován za to, že z nutkavého pití udělal zdroj komedie v americké televizi, což byl dosud nemožný sen“. Entertainment Weekly umístil Pana Pluhaře na šesté místo svého seznamu 25 nejlepších epizod Simpsonových v roce 2003. V roce 2004 získal Dan Castellaneta cenu Primetime Emmy za vynikající hlasový výkon za namluvení několika postav, včetně Barneyho, v epizodě Krustyho zkouška z dospělosti. Čas vína a bědování byl v roce 2001 nominován na cenu PRISM Award.

## Další výskyty
Společnost Playmates Toys vytvořila tři akční figurky Barneyho Gumblea v rámci řady hraček World of Springfield. První z nich, vydaná v srpnu 2000, zobrazuje Barneyho v jeho obvyklé podobě. Druhá, Barney v bundě z dílu Pan Pluhař, byla vydána v lednu 2003 a třetí, exkluzivní figurka pro maloobchodní prodejnu Toys "R" Us, byla vydána v červenci 2003 jako součást herní sady Be Sharps. Píseň „A Boozehound named Barney“ z epizody Himlhergotdoneveterkrucajselement byla zařazena na album Go Simpsonic with The Simpsons. Barney je součástí atrakce The Simpsons Ride, která byla spuštěna v roce 2008 v Universal Studios Florida a Hollywood. Barney se objevuje v obleku postavy Scratchyho, aby bavil lidi čekající ve frontě, ale potácí se opilý a pije na veřejnosti, což vedlo k tomu, že ho Šáša Krusty vyhodil za pití v práci.